# ساحل مرکزی (کالیفرنیا)
ساحل مرکزی منطقه ای از کالیفرنیا است که تقریباً منطقه ساحلی بین پوینت موگو و خلیج مونتری را در بر می‌گیرد. در شمال غربی لس آنجلس و جنوب منطقه خلیج سانفرانسیسکو قرار دارد و شامل خط ساحلی ناهموار، روستایی و کم جمعیتی است که به نام بیگ سور شناخته می‌شود.
از جنوب به شمال، شش شهرستان ونتورا، سانتا باربارا، سن لوئیس اوبیسپو، مونتری، سن بنیتو و سانتا کروز ساحل مرکزی را تشکیل می‌دهند.